# Hesperonychus
Hesperonychus là một chi khủng long, được Longrich & P. Currie mô tả khoa học năm 2009.